# St. Jacobi (Bremen-Seehausen)
Die Kirche St. Jacobi im Bremer Ortsteil Seehausen, Seehauser Landstraße 168, ist Pfarrkirche der evangelisch-lutherischen Gemeinde und eine der ältesten gotischen Sakralbauten in der Hansestadt.

1973 wurde die Kirche  unter Denkmalschutz gestellt.

## Geschichte
Das Kirchspiel Seehausen bildete mit Hasenbüren eine Gemeinde und wurde erstmals 1187 urkundlich erwähnt. Die Dorfkirche wurde nach dem Stedingerkrieg im 13. Jahrhundert errichtet und dem Apostel Jakobus geweiht. Nach Angaben  der Kirchgemeinde ist das Baujahr 1234, eine andere Quelle gibt als Schätzung 1250 an. Bauherrenschaft und Kirchenpatronat lag bei den Grafen von Hoya. 1523 bekannte sich Graf Jobst II. von Hoya zu den Lehren Luthers. Nach dem Aussterben des Grafengeschlechts 1582 wurde das Herzogtum Braunschweig-Lüneburg, später das Kurfürstentum Hannover Lehnsherr, und Seehausen blieb lutherisch.
Die einfache Jakobikirche wurde im Stil der Gotik vermutlich auf der Warft eines im Stedingerkrieg zerstörten Hauses oder auf dem Grundstück einer alten Burg gebaut. Die Dorfkirche aus Backsteinen hat ein dreiachsiges Kirchenschiff, überdeckt von einem einfachen, hohen Satteldach. Die sechs Rundbogenfenster gliedern die Fassade. Der eingezogene, gerade Chor hat zwei östliche Fenster. Ein sehr wuchtiger, quadratischer, dreigeschossiger Westturm mit einem Zeltdach und einem Südportal schließt direkt an das Schiff. Laut zweier Inschriften erfolgte 1637 ein erster Umbau und 1797 ein weiterer Umbau.
Um 1848 gab es eine Kirchspielschule neben der Kirche mit zwei Klassen und 136 Schülern. 1854 ersetzte ein Neubau die alte Schule, welcher 1878 um eine Klasse und 1880 um eine weitere Klasse für nunmehr 178 Schüler erweitert wurde.
Eine Restaurierung der Kirche erfolgte 1889. Dadurch sind Chor und Kirchenschiff außen wie innen verändert worden.

### Inneres
Im Inneren sind heute die Dachbalken seit 1889 teilweise sichtbar.
Ein bemerkenswerter kleiner Flügelaltar im Chor, aus einer niederländischen Schule, stammt aus dem 16. Jahrhundert. Er zeigt Darstellungen des Abendmahles, der Verkündigung, der Kreuzigung und der Himmelfahrt sowie die Apostel Petrus und Paulus. Die Gemeinde besitzt eine Bibel von 1579. Die Kirchenglocke stammt von 1406.
Die Orgel von 1963 stammt von Alfred Führer. Sie hat zwei Manuale, ein großes Pedal und 12 Register.

### Friedhof
Auf dem evangelisch-lutherischen Friedhof, der noch belegt wird, befinden sich Grabsteine aus dem 17. und frühen 18. Jahrhundert sowie die Leichenhalle von 1928.

## Kirchgemeinde
Die Kirchengemeinde St. Jacobi Seehausen unterhält einen Kindergarten. Musikalisch hat die Gemeinde einen Posaunen- und einen Frauenchor. Das Gemeindezentrum befindet sich in der Seehauser Landstraße 162.

Zur Kita siehe bei Pfarrhaus Seehauser Landstraße 166

## Weblink
- Kirchengemeinde St. Jacobi Seehausen